# からっぽの唄
『からっぽの唄』（からっぽの唄）は、岡林信康が1977年6月20日に、日本コロムビアより発売したシングル。

## 解説
先に発売したアルバム『ラブソングス』にも収録されているが、別バージョン。
ジャケット写真は、アルバムと同じ構図。
プロモーション盤（TD-1026-A）では、B面は「ベイビー」で、ジャケットもイラスト（ハットにサングラスにひげの岡林）だった。

## 収録曲
全作詞・作曲 : 岡林信康

### SIDE A
1. からっぽの唄  –  (5:22)

### SIDE B
1. 五年ぶり  –  (6:08)

## レコーディングメンバー

### からっぽの唄
- 歌 : 岡林信康
- ギター : 中川イサト
- ストリングス・アレンジ : 栗田俊夫

### 五年ぶり
- 歌 : 岡林信康
- ベース : 河合徹三〈ラストショウ〉
- ドラム : 島村英二〈ラストショウ〉
- オルガン : 中川イサト

## 収録アルバム
- ラブソングス（1977年）
- 岡林四十五景〜デビュー45周年記念ベスト盤（2013年）  –  「からっぽの唄」とプロモーション盤でB面だった「ベイビー」を収録。